# ベーコンソフトドリンク
ベーコンソフトドリンクはベーコンの味を付けた炭酸飲料である 。
ジョーンズ・ソーダ、ロックハート・スモークハウス、ロケット・フィズなどいくつかのアメリカ企業がベーコンソーダのブランドを製造している。

## メーカー
ワシントン州シアトルを本拠とするジョーンズ・ソーダとJ＆D's ダウン・ホーム・エンターテイメントの両社は、1瓶あたり10カロリーのベーコン味のソーダを共同開発した。
このソーダにはベーコンの実物は使用されておらず、植物性の材料から作られていた。
ベーコンの味を再現するために開発には数か月の時間を要した。
エスクァイア誌は、これは暗赤色の飲料で強いベーコン臭と人工甘味料に由来する強い甘味を備えているとした。
エピキュリアスが行った試飲調査では、「香り：2.02/10　味：1.58/10　ベーコンらしさ：4.57/10　総合：1.76/10」と評価された。
2010年11月、ジョーンズ・ソーダのマーケティングディレクターであるマイク・スピアーは「ベーコンの塩辛い美味しさを炭酸飲料に封じこめることは、高級ソーダ部門をリードする我が社の義務であると感じています」と述べた。このベーコンソーダは、リップクリーム・ポップコーン・グレイビーソース・塩といった製品をベーコン味にした物とセットにして販売された。ジョーンズ・ソーダはベーコンの他にも七面鳥やグレイビーソースといった肉の味をつけたソーダを製造・販売している。
テキサス州ダラスのバーベキューレストランであるロックハート・スモークハウスは「ミート・マニアック」というブランド名のベーコン味の炭酸飲料を製造した。ダラス・オブザーバーは「ミート・マニアック」を、人工的なベーコン味がし、クリーミーで甘いと記した。「ミート・マニアック」の成分表示表には動物性の物は載っていない。
カリフォルニア州カマリロに旗艦店舗を持つ駄菓子屋フランチャイズ、ロケット・フィズは "Lester's Fixins" ブランド下で「ベーコンソーダ」と名付けたベーコン味の炭酸飲料を製造した。2012年コロラド州デンバーのロケット・フィズの店主は、取り扱っている炭酸飲料の中で最もよく売れたのがこの「ベーコンソーダ」だったと述べた。ロケット・フィズはこの他にも特にランチドレッシング味・バッファローウィング味・犬のよだれ味などといった変わり種の飲み物を製造している。